# Mielichhoferia pontevedrensis
Mielichhoferia pontevedrensis là một loài rêu trong họ Bryaceae. Loài này được Luisier mô tả khoa học đầu tiên năm 1927.